# Société Aérienne Bordelaise SAB-80
Il Société Aérienne Bordelaise SAB-80, citato anche come AB-80, fu un aereo militare multiruolo bimotore ad ala alta sviluppato dall'azienda aeronautica francese Société Aérienne Bordelaise (SAB) nei primi anni trenta e rimasto allo stadio di prototipo.
Progettato per rispondere a una specifica, indicata come BCR, che intendeva ricoprire quasi tutti i ruoli previsti per un utilizzo in ambito bellico, non fu in grado di esprimere prestazioni adeguate in nessuno di questi e il suo sviluppo venne interrotto.

## Storia del progetto
Con l'istituzione in Francia dell'aeronautica militare come forza armata indipendente, furono recepite le teorie espresse dall'italiano Giulio Douhet sulla dotazione di un velivolo polivalente in grado di effettuare missioni di bombardamento diurne e notturne o di ricognizione a lungo raggio. Un simile modello, grazie ad un'elevata velocità e un equipaggiamento bellico basato su un consistente carico di bombe e protetto da tutti i lati da numerose postazioni dotate di mitragliatrici da difesa, avrebbe dovuto garantire una supremazia tattica relegando esercito e marina militare a compiti essenzialmente difensivi. In base a tali esigenze, nel 1928 il Service technique de l'aéronautique (STAé) emanò alcune specifiche per la fornitura di un velivolo da combattimento polivalente denominato M4, tuttavia nell'ottobre 1933, il Ministère de l'Air sostituì le specifiche, già leggermente rielaborate nel 1930, con delle nuove, finalizzate a un velivolo multiruolo indicato come BCR (Bombardement, Chasse, Reconnaissance), ovvero Bombardiere, Caccia, Ricognitore. Queste ultime risultavano molto esigenti, prevedendo che il mezzo aereo potesse adeguatamente svolgere missioni di comunicazione, bombardamento a medio e lungo raggio, scorta e ricognizione aerea, con la conseguenza che difficilmente sarebbe stato in grado di ricoprire tutti i vari ruoli in modo soddisfacente con prestazioni inevitabilmente carenti in alcuni suoi aspetti.
Tuttavia le prospettive di un cospicuo contratto di fornitura esortarono varie aziende nazionali a chiedere ai propri uffici tecnici di elaborare progetti in grado di soddisfare nel miglior modo possibile queste ultime specifiche. Tra queste vi fu anche la Société Aérienne Bordelaise, meglio conosciuta con la sua sigla SAB, una società controllata dalla Société de Travaux Dyle et Bacalan che si occupava di trasporti e opere pubbliche relative ai settori ferroviari e nautici.
L'ufficio tecnico della SAB elaborò un modello di costruzione interamente metallica, con cellula e impennaggio ricoperti da pannellature in lamiera ondulata, caratterizzato principalmente dalla fusoliera "a valigia" a doppio ponte, ovvero stretta e sviluppata in altezza su due livelli, e dalla velatura monoplana con piano alare dal particolare profilo spesso che andava a ingrandirsi verso la parte centrale, dove si raccordava alla fusoliera. L'equipaggio previsto era di quattro persone, tre delle quali occupavano le altrettante postazioni dotate di mitragliatrice, due chiuse e integrate in fusoliera e la terza, posta in posizione ventrale, retrattile.
Il prototipo venne realizzato negli stabilimenti aziendali di Bacalan, quartiere di Bordeaux e, equipaggiato con una coppia di motori Hispano-Suiza 12Ybrs da 860 CV, portato in volo per la prima volta il 13 giugno 1934 dalla pista dell'aeroporto di Bordeaux Mérignac ai comandi del pilota collaudatore M. Descamps. La serie di prove che seguirono, nonostante un incidente che interessò la parte posteriore del velivolo, diedero alcuni riscontri incoraggianti, con buona velocità variometrica e velocità massima superiore ai 300 km/h, tuttavia non si è a conoscenza se riuscì ad essere inviato alle autorità militari francesi per la serie di prove di valutazione comparative; di certo si sa che al 1935, data in cui l'azienda fu assorbita dal consorzio nazionale Société nationale des constructions aéronautiques du sud-ouest (SNCASO) il suo sviluppo era stato interrotto.

### Pubblicazioni
- Société Aérienne Bordelaise SAB-80, in Aerei da guerra, Ginevra - Novara, Edito Service S.A. - Istituto Geografico De Agostini, 1993.
- Huge French Bomber Also Transports Troops, in Popular Mechanics Magazine, vol. 63, n. 6,  p. 876.